# 994
994 (CMXCIV) var ett normalår som började en måndag i den julianska kalendern.

## Händelser

### Okänt datum
- Gudsfredsmötet i Limoges äger rum.
- Ethelred II av England betalar 16 000 pund i Danagäld till Olav Tryggvason.

## Födda
- 7 november – Ibn Hazm, arabisk filosof (död 1069).
- Ahmad Bayhaqi, lärd och framstående imam inom islamsk tro.

## Avlidna
- Leopold I, makgreve av Ostmark.